# Hartmut Losch
Hartmut Losch (ur. 11 września 1943 w Angermünde, zm. 26 marca 1997 w Poczdamie) – wschodnioniemiecki lekkoatleta, który specjalizował się w rzucie dyskiem.
Trzykrotny uczestnik igrzysk olimpijskich (w latach 1964-1972). Złoty (1969) oraz srebrny (1966) medalista mistrzostw Europy. Rekord życiowy: 64,36 (28 maja 1972, Poczdam).
Jego brat Manfred był młociarzem i startował w igrzyskach olimpijskich w Rzymie (1960).

## Osiągnięcia
| Rok  | Impreza              | Miejsce   | Pozycja           | Wynik |
| ---- | -------------------- | --------- | ----------------- | ----- |
| 1964 | Igrzyska olimpijskie | Tokio     | 11. miejsce       | 52,08 |
| 1966 | Mistrzostwa Europy   | Budapeszt | 2. miejsce        | 57,34 |
| 1968 | Igrzyska olimpijskie | Meksyk    | 4. miejsce        | 62,12 |
| 1969 | Mistrzostwa Europy   | Ateny     | 1. miejsce        | 61,82 |
| 1971 | Mistrzostwa Europy   | Helsinki  | 5. miejsce        | 60,86 |
| 1972 | Igrzyska olimpijskie | Monachium | el. – 22. miejsce | 56,54 |